# Frontalwatte
Frontalwatte ist der Debütfilm von Jakob Lass von 2011.

## Inhalt
Der Film zeigt skurrile Alltags-Begebenheiten junger Erwachsener in Berlin: Franz guckt sich gerne millionenschwere Immobilien an und gibt sich als potentieller Käufer aus. Er hat eine Affäre mit der mütterlichen Ursula, die ihn bittet, ihren Sohn zu verkörpern. Er versucht sich auch als Dichter und nimmt an einem Poetry-Slam teil, wo er sogar von einem Gast aufgrund seiner Authentizität gelobt wird. Adrian quält sich durch den „Triangel-Unterricht“ und wird von seiner Mutter Ursula traktiert. Anastasia hat beim Couchsurfing diverse Affären, lernt später Adrian kennen.

## Hintergrund
Jakob Lass drehte den Film während seines Studiums an der Filmuniversität Babelsberg Konrad Wolf. Die Dialoge sind überwiegend improvisiert, ein Stil, der auch in späteren Filmen weitergeführt wurde. Die Uraufführung war am 15. April 2011 beim Festival Achtung Berlin.